# Sprężarka wyporowa
Sprężarka wyporowa – urządzenie działające na zasadzie tłoka przemieszczającego się w zamkniętym cylindrze. Zmniejszająca się objętość powietrza powoduje wzrost ciśnienia w cylindrze.
Najprostszym przykładem sprężarki wyporowej jest pompka rowerowa, gdzie powietrze jest zasysane do cylindra i sprężane przez poruszający się tłok. Sprężarka tłokowa ma tę samą zasadę działania przy czym ruch tłoka do przodu i do tyłu powodowany jest przez połączony z nim trzpień i wał korbowy. Jeżeli tylko jedna strona tłoka jest używana przy sprężaniu to jest to nazywane sprężaniem jednostronnym, a jeżeli używana są przy tym obie strony, górna i dolna, to jest to sprężanie dwustronne.
Stosunek ciśnień jest to stosunek między ciśnieniem bezwzględnym po stronie wlotowej i wylotowej sprężarki. Zgodnie z tą zasadą maszyna, która zasysa powietrze przy ciśnieniu atmosferycznym i spręża je do wartości 7 bar nadciśnienia pracuje ze współczynnikiem ciśnień (7 + 1) / 1 = 8.

## Podział ze względu na budowę
- sprężarka tłokowa
- sprężarka śrubowa
- sprężarka membranowa
- sprężarka spiralna
- sprężarka Roots

## Podział ze względu rodzaj regulacji[1]
- upust ciśnienia
- przewód obejściowy
- przepustnica przy wlocie powietrza
- upust ciśnienia i przepustnica przy wlocie powietrza
- start/stop
- regulacja prędkości obrotowej
- zmienna prędkość portu wylotowego
- odciążenie zaworu ssawnego
- pełne dociążenie - odciążenie - stop

### Upust ciśnienia

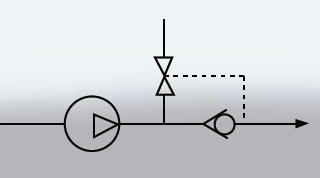
Regulacja sprężarki wyporowej za pomocą upustu ciśnienia

Oryginalną metodą regulacji dla sprężarki jest zawór nadmiarowy ciśnienia, który umożliwia ujście ciśnienia do atmosfery. Zawór w swojej najprostszej wersji może być utrzymywany przy pomocy sprężyny, a napięcie sprężyny określa wartość ciśnienia końcowego.
Często zamiast tego stosowany jest serwo-zawór, który jest sterowany przy pomocy regulatora.
Umożliwia to łatwą kontrolę ciśnienia, a zawór może również działać jako zawór odciążeniowy podczas uruchamiania sprężarki pod ciśnieniem. Upust ciśnienia wymaga dużej ilości energii ponieważ sprężarka musi stale pokonywać pełne przeciwciśnienie.
Wariant, który jest stosowany w mniejszych sprężarkach opiera się na odciążaniu sprężarki poprzez całkowite otwarcie zaworu tak, by sprężarka musiała pokonać ciśnienie atmosferyczne. Zużycie energii jest tu zdecydowanie mniejsze.

### Przewód obejściowy

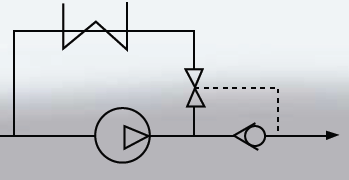
Regulacja sprężarki wyporowej za pomocą przewodu obejściowego

Regulacja przy zastosowaniu przewodu obejściowego opiera się na tej samej zasadzie co regulacja przy pomocy zaworu nadmiarowego. Różnica polega na tym, że uwolnione powietrze pod ciśnieniem jest schładzane i kierowane ponownie do wlotu sprężarki.
Ta metoda jest często stosowana w sprężarkach procesowych, gdzie gaz nie może być wypuszczany do atmosfery lub jest na to zbyt cenny.

### Przepustnica przy wlocie powietrza

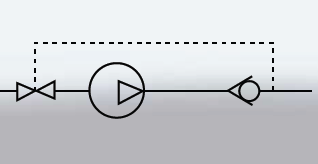
Regulacja sprężarki wyporowej za pomocą przepustnicy na wlocie powietrza

Dławienie przy pomocy przepustnicy jest łatwym sposobem na ograniczenie przepływ poprzez zwiększenie stosunku ciśnień w sprężarce w zależności i zależnie od wytworzonego podciśnienia przy wlocie. Metoda ta jest jednak możliwa do stosowania tylko przy małych zakresach regulacji.
Sprężarki z wtryskiem cieczy mające duży dopuszczalny stosunek ciśnień mogą być jednakże regulowane aż do 10% swojej maksymalnej wydajności. Ta metoda wymaga stosunkowo dużej ilości energii ze względu na wysoki stosunek ciśnień.

### Upust ciśnienia i przepustnica przy wlocie powietrza

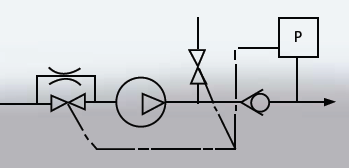
Regulacja sprężarki wyporowej za pomocą upustu powietrza i przepustnicy na wlocie powietrza

Najczęściej obecnie stosowana metoda regulacji, która obejmuje maksymalny zakres regulacji (0–100%) przy niskim poborze energii – tylko 15–30% energii pełnego dociążenia przy odciążonej sprężarce (przepływ zerowy). Zawór wlotowy jest zamknięty z niewielką tylko szczeliną otwartą w tym samym czasie gdy zawór wydmuchowy otwiera się i uwalnia wychodzące ze sprężarki powietrze.
Element sprężający pracuje wtedy przy próżni przy wlocie i niewielkim przeciwciśnieniu. Istotnym elementem jest to, by upust powietrza odbywał się szybko oraz to, by upuszczana ilość była niewielka po to by uniknąć niepotrzebnych strat przy przejściu ze stanu dociążenia do stanu odciążenia. System wymaga własnego zbiornika powietrza, którego wielkość jest uzależniona od wymaganej różnicy ciśnień między wartością ciśnienia dociążania i odciążania i dopuszczalnej liczby cykli odciążania w ciągu godziny.

### Start / Stop

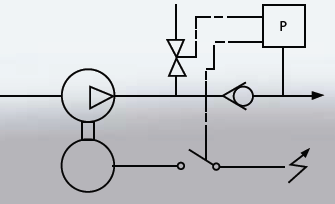
Regulacja sprężarki wyporowej za pomocą funkcji start/stop

Sprężarki o mocy mniejszej niż 5–10 kW często są sterowane poprzez całkowite wyłączenie silnika elektrycznego w chwili gdy ciśnienie osiągnie górną wartość graniczną i ponowne uruchamianie, gdy ciśnienie dojdzie do dolnej wartości granicznej. Ta metoda wymaga dużej pojemności systemu lub dużej różnicy ciśnień między ciśnieniem zatrzymania i uruchomienia w celu zminimalizowania obciążenia silnika elektrycznego. Jest to efektywna metoda regulacji pod warunkiem, że ilość uruchomień na jednostkę czasu jest utrzymywana na niskim poziomie.

### Regulacja prędkości obrotowej

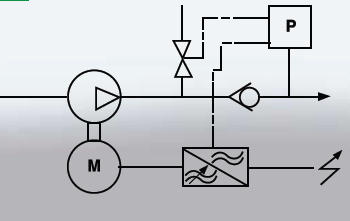
Regulacja sprężarki wyporowej za pomocą zmiany prędkości obrotowej

Silnik spalinowy, turbina lub też sterowany przy pomocy częstotliwości silnik elektryczny kontrolują prędkość obrotową silnika i, co za tym idzie, natężenie przepływu. Jest to efektywna metoda na osiągnięcie równego ciśnienia wylotowego. Zakres regulacji zależy od typu sprężarki, ale największy jest przy sprężarkach z wtryskiem płynu. Często regulacja prędkości obrotowej jest połączona z systemem start/stop przy niskim stopniu dociążenia i z systemem upustu ciśnienia przy okresach przestoju.

### Zmienna prędkość portu wylotowego
Wydajność sprężarki śrubowej może być regulowana poprzez zmianę położenia portu wylotowego w obudowie wzdłużnie w kierunku do wlotu. Jednakże ta metoda wymaga dużej ilości energii i jest stosunkowo rzadko stosowana.

### Odciążenie zaworu ssawnego
W sprężarkach tłokowych można efektywnie dokonywać upustu poprzez mechaniczne wymuszanie otwarcia zaworu wlotowego. Powietrze jest wtedy wypompowywane i wpompowywane pod tłokiem przy minimalnych stratach energii często niższych niż 10% mocy na wałku przy dociążeniu. W przypadku sprężarek obustronnego działania mamy do czynienia z odciążaniem wielostopniowym, gdzie jeden cylinder w danym czasie jest równoważony w celu lepszego dopasowania wydajności do zapotrzebowania. Inna metodą stosowaną w sprężarkach procesowych jest umożliwienie otwarcia zaworu podczas części ruchu skokowego tłoka i w ten sposób osiągnięcie stałej kontroli przepływu.

### Pełne dociążenie - odciążenie - stop
Jest to najpopularniejsza metoda regulacji stosowana w przypadku sprężarek o mocy większej niż 5 kW łącząca duży zakres regulacji z niskimi stratami. Praktycznie jest to kombinacja metody start/stop i różnych systemów odciążania.
Jeżeli wymagany jest pobór sprężonego powietrza to zostaje wtedy wysłany sygnał do zaworu elektromagnetycznego, który z kolei powoduje pełne otwarcie przepustnicy wlotu. Przepustnica może być ustawiona albo w położeniu całkowicie otwartym albo całkowicie
zamkniętym, nie ma położenia pośredniego. Tradycyjny system sterowania powszechny w mniejszych sprężarkach ma w systemie sprężonego powietrza wyłącznik ciśnieniowy, który z kolei ma możliwość ustawienia dwóch wartości, jednej dla ciśnienia minimalnego (= dociążenie) i jednej dla ciśnienia maksymalnego (= odciążenie). Sprężarka będzie wtedy pracowała w przedziale nastawionych wartości np. 0,5 bar. Jeżeli pobór powietrza jest niewielki lub nie ma go wcale to sprężarka pracuje w stanie odciążenia (bieg jałowy). Długość okresu pracy na biegu jałowym jest ograniczona przez nastawienie czasowe (timer) (nastawione np. na 20 minut). Po upływie tego czasu sprężarka wyłączy się i nie uruchomi się ponownie dopóki ciśnienie nie spadnie do wartości minimalnej. Jest to tradycyjna, wypróbowana i sprawdzona metoda sterowania. Wadą jest tu wolna regulacja.

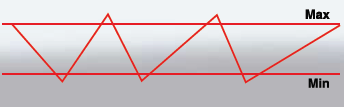
Pasmo ciśnień min–max, w zakresie którego pracuje sprężarka. Min = dociążanie, Max = odciążanie.

Dalszy rozwój tego tradycyjnego systemu miał na celu zastąpienie wyłącznika ciśnieniowego analogowym przetwornikiem ciśnienia i szybkim elektronicznym systemem regulacji. Przetwornik analogowy wraz z systemem regulacji rejestruje jak szybko zmienia
się ciśnienie w systemie. System uruchamia silnik i kontroluje otwieranie się i zamykanie przepustnicy pod kątem czasowym. Umożliwia to szybką i dobra regulację w przedziale ± 0,2 bar.

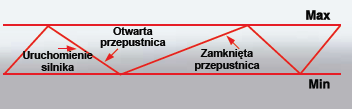
Zaawansowany system regulacji może w „odpowiednim czasie” wysyłać sygnały do silnika, startera i regulatora.

Jeżeli sprężone powietrze nie jest pobierane to ciśnienie pozostaje na stałym poziomie, a sprężarka pracuje w stanie odciążenia (bieg jałowy). Długość okresu pracy na biegu jałowym jest kontrolowana poprzez liczbę uruchomień i zatrzymań silnika przy której silnik elektryczny nie przegrzewa się oraz przez całkowitą ekonomikę pracy. To ostatnie jest możliwe dzięki temu, że system analizuje tendencje w poborze sprężonego powietrza i decyduje czy wyłączyć silnik czy kontynuować pracę na biegu jałowym.